# A MOL Fehérvár FC 2022–2023-as szezonja
A MOL Fehérvár FC a 2022–2023-as szezonban az NB1-ben indul, miután a 2021–2022-es NB1-es szezonban a negyedik helyen zárta a bajnokságot.
Az Európai Konferencia Liga második selejtezőkörében csatlakoztak be, ahol az azeri Qabala ellen jutottak tovább 5–3-as összesítéssel. A harmadik körben a moldáv Petrocub Hincesti volt az ellenfelük, ahonnan 7–1-es összesítésel mentek tovább a következő fordulóba. A rájátszásban a német Köln csapatával játszottak, de összesítésben 4–2-vel kiestek a sorozatból.
A MOL Magyar Kupa főtáblájára a 3. körben csatlakoztak be, ahol a harmadosztályú III. Kerület ellen győztek 2–5-re. A következő körben a színtén NB1-es Puskás Akadémiával játszottak, és 1–0-ás vereséget követően kiestek a sorozatból.
A bajnokságban 10. helyen zártak 8 győzelemmel, 11 döntetlennel, 14 vereséggel és 35 ponttal.

## Változások a csapat keretében

### Érkezők
| Dátum               | Név                | Nemzet        | Poszt       | Kor | Honnan           | Szerződés megnevezése    | Átigazolási időszak | Szerződés vége | Átigazolás összege | Forrás |
| ------------------- | ------------------ | ------------- | ----------- | --- | ---------------- | ------------------------ | ------------------- | -------------- | ------------------ | ------ |
| 2022. június 24.    | Claudiu Bumba      | román         | középpályás | 28  | Kisvárda         | átigazolás               | 2022. évi nyári     | 2024           | ingyen             | [ 9 ]  |
| 2022. július 1.     | Nikola Szerafimov  | észak-macedón | hátvéd      | 22  | Zalaegerszegi TE | átigazolás               | 2022. évi nyári     | 2025           | 400.000 €          | [ 10 ] |
| 2022. július 4.     | Peter Pokorný      | szlovák       | középpályás | 20  | Real Sociedad B  | kölcsön, vételi opcióval | 2022. évi nyári     | 2023           | –                  | [ 11 ] |
| 2022. augusztus 15. | Kasper Larsen      | dán           | hátvéd      | 29  | Odense           | kölcsön                  | 2022. évi nyári     | 2023           | –                  | [ 12 ] |
| 2022. augusztus 26. | Schön Szabolcs     | magyar        | csatár      | 21  | FC Dallas        | átigazolás               | 2022. évi nyári     | 2025           | Nem publikus       | [ 13 ] |
| 2022. augusztus 29. | Lirim Kastrati     | koszovói      | csatár      | 23  | Legia Warszawa   | átigazolás               | 2022. évi nyári     | 2025           | Nem publikus       | [ 14 ] |
| 2022. augusztus 29. | Szendrei Ákos      | magyar        | csatár      | 19  | Dunaszerdahely   | kölcsön                  | 2022. évi nyári     | 2023           | –                  | [ 15 ] |
| 2022. augusztus 31. | Bese Barnabás      | magyar        | hátvéd      | 28  | klub nélküli     | átigazolás               | 2022. évi nyári     | 2023           | –                  | [ 16 ] |
| 2023. január 3.     | Tobias Christensen | norvég        | középpályás | 22  | Vålerenga        | átigazolás               | 2023. évi téli      | 2025           | 850.000 €          | [ 17 ] |
| 2023. január 12.    | Kasper Larsen      | dán           | hátvéd      | 29  | Odense           | kölcsön után végleg      | 2023. évi téli      | 2025           | Nem publikus       | [ 18 ] |
| 2023. január 17.    | Deiby Flores       | hondurasi     | középpályás | 26  | Panaitolikósz    | átigazolás               | 2023. évi téli      | 2024           | 100.000 €          | [ 19 ] |
| 2023. február 14.   | Csongvai Áron      | magyar        | középpályás | 22  | Újpest           | átigazolás               | 2023. évi téli      | 2025           | Nem publikus       | [ 20 ] |
| 2023. február 14.   | Katona Mátyás      | magyar        | középpályás | 23  | Újpest           | átigazolás               | 2023. évi téli      | 2025           | Nem publikus       | [ 20 ] |

### Kölcsönből visszatérők
| Dátum           | Név                 | Nemzet  | Poszt       | Kor | Honnan           | Átigazolási időszak | Szerződés vége | Forrás |
| --------------- | ------------------- | ------- | ----------- | --- | ---------------- | ------------------- | -------------- | ------ |
| 2022. július 1. | Emil Rockov         | szerb   | kapus       | 27  | Vojvodina        | 2022. évi nyári     | 2024           |        |
| 2022. július 1. | Gundel-Takács Bence | magyar  | kapus       | 24  | Jarun            | 2022. évi nyári     | Nem publikus   |        |
| 2022. július 1. | Zeke Márió          | magyar  | hátvéd      | 21  | Gyirmót          | 2022. évi nyári     | Nem publikus   |        |
| 2022. július 1. | Kojnok Zsolt        | magyar  | hátvéd      | 21  | Budaörs          | 2022. évi nyári     | Nem publikus   |        |
| 2022. július 1. | Lyes Houri          | francia | középpályás | 26  | U Craiova 1948   | 2022. évi nyári     | 2024           | [ 21 ] |
| 2022. július 1. | Halmai Ádám         | magyar  | csatár      | 20  | Zalaegerszegi TE | 2022. évi nyári     | Nem publikus   |        |
| 2022. július 1. | Budu Zivzivadze     | grúz    | csatár      | 28  | Újpest           | 2022. évi nyári     | 2023           |        |
| 2022. július 1. | Szabó Levente       | magyar  | csatár      | 23  | Budafoki MTE     | 2022. évi nyári     | 2024           |        |
| 2022. július 1. | Csoboth Kevin       | magyar  | csatár      | 21  | Szeged-Csanád GA | 2022. évi nyári     | Nem publikus   |        |
| 2022. július 1. | Zsóri Dániel        | magyar  | csatár      | 21  | Zalaegerszegi TE | 2022. évi nyári     | Nem publikus   |        |
| 2023. január 6. | Szabó Levente       | magyar  | csatár      | 23  | Kecskeméti TE    | 2023. évi téli      | 2024           | [ 22 ] |

### Utánpótlásból felkerültek
| Név              | Nemzet | Poszt       | Kor |
| ---------------- | ------ | ----------- | --- |
| Dala Martin      | magyar | kapus       | 18  |
| Menyhárt Zsombor | magyar | csatár      | 18  |
| Pető Milán       | magyar | középpályás | 17  |

### Távozók
| Dátum               | Név                 | Nemzet   | Poszt       | Kor | Hova                 | Szerződés megnevezése | Átigazolási időszak | Szerződés vége | Átigazolás összege | Forrás |
| ------------------- | ------------------- | -------- | ----------- | --- | -------------------- | --------------------- | ------------------- | -------------- | ------------------ | ------ |
| 2022. június 10.    | Bese Barnabás       | magyar   | hátvéd      | 28  | klub nélküli         | lejárt a szerződése   | 2022. évi nyári     | –              | –                  | [ 23 ] |
| 2022. június 13.    | Géresi Krisztián    | magyar   | csatár      | 27  | Vasas                | lejárt a szerződése   | 2022. évi nyári     | 2024           | ingyen             | [ 24 ] |
| 2022. június 13.    | Nemanja Nikolic     | magyar   | csatár      | 34  | Pendikspor           | lejárt a szerződése   | 2022. évi nyári     | 2023           | ingyen             | [ 25 ] |
| 2022. június 27.    | Zeke Márió          | magyar   | hátvéd      | 21  | Kecskeméti TE        | kölcsön               | 2022. évi nyári     | 2023           | –                  | [ 26 ] |
| 2022. június 27.    | Szabó Levente       | magyar   | csatár      | 23  | Kecskeméti TE        | kölcsön               | 2022. évi nyári     | 2023           | –                  | [ 26 ] |
| 2022. július 1.     | Peter Žulj          | osztrák  | középpályás | 29  | İstanbul Başakşehir  | kölcsönből vissza     | 2022. évi nyári     | 2024           | –                  | [ 21 ] |
| 2022. július 1.     | Lamin Jallow        | gambiai  | csatár      | 26  | Vicenza              | kölcsönből vissza     | 2022. évi nyári     | 2023           | –                  | [ 21 ] |
| 2022. július 1.     | Szendrei Norbert    | magyar   | középpályás | 22  | Zalaegerszegi TE     | átigazolás            | 2022. évi nyári     | 2026           | Nem publikus       | [ 27 ] |
| 2022. július 1.     | Halmai Ádám         | magyar   | csatár      | 20  | Soroksár             | átigazolás            | 2022. évi nyári     | Nem publikus   | ingyen             | [ 28 ] |
| 2022. július 9.     | Gundel-Takács Bence | magyar   | kapus       | 24  | Budafoki MTE         | átigazolás            | 2022. évi nyári     | Nem publikus   | ingyen             | [ 29 ] |
| 2022. július 15.    | Kovácsik Ádám       | magyar   | kapus       | 31  | Győri ETO            | kölcsön               | 2022. évi nyári     | 2023           | –                  | [ 30 ] |
| 2022. július 18.    | Zsóri Dániel        | magyar   | csatár      | 21  | MTK Budapest         | átigazolás            | 2022. évi nyári     | 2025           | Nem publikus       | [ 31 ] |
| 2022. augusztus 1.  | Rus Adrián          | román    | hátvéd      | 26  | AC Pisa              | átigazolás            | 2022. évi nyári     | 2026           | 1.000.000 €        | [ 32 ] |
| 2022. augusztus 4.  | Kovács István       | magyar   | középpályás | 30  | Győri ETO            | átigazolás            | 2022. évi nyári     | 2023           | ingyen             | [ 33 ] |
| 2022. augusztus 11. | Csoboth Kevin       | magyar   | csatár      | 22  | Újpest               | szerződést bontottak  | 2022. évi nyári     | Nem publikus   | ingyen             | [ 34 ] |
| 2022. augusztus 22. | Ivan Petrjak        | ukrán    | csatár      | 28  | Sahtar Doneck        | átigazolás            | 2022. évi nyári     | 2026           | 1.500.000 €        | [ 35 ] |
| 2022. augusztus 31. | Armin Hodžić        | bosnyák  | csatár      | 27  | Željezničar Sarajevo | szerződést bontottak  | 2022. évi nyári     | 2023           | ingyen             | [ 36 ] |
| 2022. augusztus 31. | Michael Lüftner     | cseh     | hátvéd      | 28  | klub nélküli         | szerződést bontottak  | 2022. évi nyári     | –              | –                  | [ 37 ] |
| 2023. január 16.    | Bohdan Ljednyev     | ukrán    | középpályás | 24  | Dinamo Kijev         | kölcsönből vissza     | 2023. évi téli      | 2024           | –                  | [ 38 ] |
| 2023. január 16.    | Szendrei Ákos       | magyar   | csatár      | 19  | Dunaszerdahely       | kölcsönből vissza     | 2023. évi téli      | 2026           | –                  | [ 38 ] |
| 2023. január 31.    | Budu Zivzivadze     | grúz     | csatár      | 28  | Karlsruher SC        | átigazolás            | 2023. évi téli      | 2025           | 150.000 €          | [ 39 ] |
| 2023. január 31.    | Funsho Bamgboye     | nigériai | csatár      | 24  | FC Rapid București   | átigazolás            | 2023. évi téli      | 2024           | 100.000 €          | [ 40 ] |

## Játékoskeret
2023. június 8. szerint.
A vastaggal jelzett játékosok felnőtt válogatottsággal rendelkeznek.
A dőlttel jelzett játékosok kölcsönben szerepelnek a klubnál.
*A második csapat keretében is pályára lépő játékos.
Az érték oszlopban szereplő , , és = jelek azt mutatják, hogy a Transfermarkt legutóbbi adatfrissítése előtti állapothoz képest mennyit  nőtt, csökkent a játékos értéke, vagy ha nem változott, akkor azt az = jel mutatja.
| Mezszám                | Név                  | Nemzetiség       | Születési hely         | Születési idő (kor)            | Korábbi csapat           | Érték (€)            | Szerződés lejárta |
| Kapusok                | Kapusok              | Kapusok          | Kapusok                | Kapusok                        | Kapusok                  | Kapusok              | Kapusok           |
| ---------------------- | -------------------- | ---------------- | ---------------------- | ------------------------------ | ------------------------ | -------------------- | ----------------- |
| 1                      | Kovács Dániel        | magyar           | Gyula                  | 1994. január 16. (31 éves)     | Soroksár SC              | 300 000 ( 50 000)    | 2025.06.30.       |
| 42                     | Emil Rockov          | szerb · magyar   | Újvidék                | 1995. január 27. (30 éves)     | FK Vojvodina             | 200 000 ( 50 000)    | 2024.06.30.       |
| 57                     | Dala Martin*         | magyar           | Székesfehérvár         | 2004. április 26. (20 éves)    | Utánpótlásból került fel | 50 000 (=)           | 2024.06.30.       |
| Védők                  |                      |                  |                        |                                |                          |                      |                   |
| 3                      | Kasper Larsen        | dán              | Odense                 | 1993. január 25. (32 éves)     | Odense BK                | 400 000 ( 50 000)    | 2025.06.30.       |
| 5                      | Fiola Attila         | magyar           | Szekszárd              | 1990. február 17. (35 éves)    | Puskás Akadémia FC       | 500 000 ( 100 000)   | 2024.06.30.       |
| 11                     | Loïc Nego            | magyar · francia | Párizs                 | 1991. január 15. (34 éves)     | Charlton Athletic FC     | 1 000 000 ( 500 000) | 2023.06.30.       |
| 13                     | Artem Sabanov*       | ukrán            | Kijev                  | 1992. március 7. (33 éves)     | FK Dinamo Kijiv          | 300 000 ( 200 000)   | 2024.06.30.       |
| 14                     | Csongvai Áron        | magyar           | Budapest               | 2000. október 31. (24 éves)    | Újpest FC                | 700 000 ( 100 000)   | 2025.12.31.       |
| 22                     | Stopira              | CPV · magyar     | Nossa Senhora da Graça | 1988. május 20. (36 éves)      | C.D. Feirense            | 100 000 ( 100 000)   | 2023.06.30.       |
| 29                     | Kojnok Zsolt*        | magyar           | Mór                    | 2001. február 15. (24 éves)    | Utánpótlásból került fel | 75 000 ( 25 000)     | Nem publikus      |
| 31                     | Nikola Szerafimov    | macedón          | Szkopje                | 1999. augusztus 11. (25 éves)  | Zalaegerszegi TE FC      | 450 000 ( 150 000)   | 2025.06.30.       |
| 33                     | Bese Barnabás        | magyar           | Budapest               | 1994. május 6. (30 éves)       | Oud-Heverlee Leuven      | 300 000 ( 50 000)    | 2023.06.30.       |
| 55                     | Marcel Heister       | német · CRO      | Albstadt-Ebingen       | 1992. július 29. (32 éves)     | Ferencvárosi TC          | 250 000 ( 50 000)    | 2023.06.30.       |
| 65                     | Hangya Szilveszter   | magyar           | Baja                   | 1994. január 2. (31 éves)      | Vasas FC                 | 250 000 ( 150 000)   | 2023.06.30.       |
| Középpályások          |                      |                  |                        |                                |                          |                      |                   |
| 6                      | Peter Pokorný        | SVK              | Trencsén               | 2001. augusztus 8. (23 éves)   | Real Sociedad B          | 500 000 ( 300 000)   | 2023.06.30.       |
| 8                      | Jevhenyij Makarenko* | ukrán            | Kijev                  | 1991. május 21. (33 éves)      | RSC Anderlecht           | 400 000 ( 100 000)   | 2023.06.30.       |
| 12                     | Deiby Flores         | Honduras         | San Pedro Sula         | 1996. június 16. (28 éves)     | Panaitolikósz GFSZ       | 500 000 (=)          | 2024.06.30.       |
| 20                     | Tobias Christensen   | norvég           | Kristiansand           | 2000. május 11. (24 éves)      | Vålerenga Fotball        | 550 000 ( 250 000)   | 2025.06.30.       |
| 21                     | Rúben Pinto          | portugál         | Arroja                 | 1992. április 24. (32 éves)    | PFK CSZKA Szofija        | 350 000 ( 200 000)   | 2024.06.30.       |
| 77                     | Katona Mátyás        | magyar           | Budapest               | 1999. december 30. (25 éves)   | Újpest FC                | 400 000 ( 50 000)    | 2025.12.31.       |
| 88                     | Pető Milán*          | magyar           | Breda                  | 2005. január 25. (20 éves)     | Utánpótlásból került fel | 50 000 (=)           | 2025.06.30.       |
| 94                     | Claudiu Bumba*       | román            | Nagybánya              | 1994. január 5. (31 éves)      | Kisvárda FC              | 250 000 ( 200 000)   | 2024.06.30.       |
| 95                     | Alef                 | brazil           | Nova Odessa            | 1995. január 28. (30 éves)     | SC Braga                 | 300 000 ( 100 000)   | 2023.06.30.       |
| 96                     | Lyes Houri           | francia · MOR    | Lomme                  | 1996. január 19. (29 éves)     | FC Farul Constanța       | 300 000 ( 200 000)   | 2024.06.30.       |
| Támadók                |                      |                  |                        |                                |                          |                      |                   |
| 7                      | Schön Szabolcs       | magyar           | Budapest               | 2000. szeptember 27. (24 éves) | FC Dallas                | 750 000 ( 250 000)   | 2025.06.30.       |
| 10                     | Lirim Kastrati       | Koszovó · albán  | Hogoshti               | 1999. január 16. (26 éves)     | KP Legia Warszawa        | 500 000 ( 50 000)    | 2025.06.30.       |
| 19                     | Kenan Kodro          | bosnyák · SPA    | Donostia-San Sebastián | 1993. augusztus 19. (31 éves)  | Athletic Club            | 1 200 000 ( 500 000) | 2024.06.30.       |
| 23                     | Dárdai Palkó         | magyar · német   | Berlin                 | 1999. április 24. (25 éves)    | Hertha BSC II            | 800 000 ( 200 000)   | 2025.06.30.       |
| 27                     | Szabó Levente        | magyar           | Székesfehérvár         | 1999. június 6. (25 éves)      | Genoa CFC U19            | 200 000 ( 100 000)   | 2024.06.30.       |
| 82                     | Menyhárt Zsombor*    | magyar           | Székesfehérvár         | 2004. június 24. (20 éves)     | Utánpótlásból került fel | 50 000 (=)           | 2024.06.30.       |
| Kölcsönadott játékosok |                      |                  |                        |                                |                          |                      |                   |
| Név                    | Poszt                | Nemzetiség       | Születési hely         | Születési idő (kor)            | Kölcsönben itt           | Érték (€)            | Kölcsön lejárta   |
| Kovácsik Ádám          | kapus                | magyar           | Budapest               | 1991. április 4. (33 éves)     | Győri ETO FC             | 150 000 ( 100 000)   | 2023.06.30.       |
| Zeke Márió             | hátvéd               | magyar           | Sopron                 | 2000. szeptember 1. (24 éves)  | Kecskeméti TE            | 325 000 ( 25 000)    | 2023.06.30.       |

## Szakmai stáb
2023. június 8-nak megfelelően.
| Sportigazgató           | Juhász Roland          |
| Vezetőedző              | Bartosz Grzelak        |
| Edző                    | Patric Jildefalk       |
| Fitnesz edző            | Száraz Ádám            |
| Kapusedző               | Elbert András          |
| Videóelemző             | Késedi Gábor           |
| Videóelemző-asszisztens | Pap Bence              |
| Technikai igazgató      | Rédei Norbert          |
| Orvos                   | Dr. Kovács Tibor       |
| Orvos                   | Dr. Kovács Tibor Dávid |
| Fizioterapeuta          | Barta Gábor            |
| Fizioterapeuta          | Kátai Roland           |
| Sportmasszőr            | Debreceni Tibor        |
| Sportmasszőr            | Fejes Ildikó           |
| Sportmasszőr            | Gál Gergely            |
| Sportmasszőr            | Gáspár Péter           |
| Kitman                  | Stéger Gergő           |
| Kitman                  | Lakatos Róbert         |

## Felkészülési mérkőzések

### Nyári
| 2022. június 24. 17:00 |

| Dunaújváros PASE | 0-5               | MOL Fehérvár FC                     |
| ---------------- | ----------------- | ----------------------------------- |
|                  | (0-1) Jegyzőkönyv | Petrjak Babos Dárdai Hangya Papp M. |

| Dunaújváros Stadion, Dunaújváros |

- Fehérvár: 1. félidő: Kovács D. ( Rockov') – Alef, Lüftner, Vágó G. – Kojnok, Kovács I., Makarenko, Berekali – Csoboth, Petrjak – Bamgboye. 2. félidő: Rockov – Papp M., Lüftner ( Horváth G.'), Sabanov -– Kojnok ( Farkas M.'), Pinto, Lednev, Hangya – Csoboth ( Csepregi'), Dárdai – Babos B. Vezetőedző: Michael Boris

| 2022. június 29. |

| MOL Fehérvár FC  | 2-0               | FC Ajka |
| ---------------- | ----------------- | ------- |
| Ljednyev Heister | (0-0) Jegyzőkönyv |         |

| MOL Aréna Sóstó edzőpálya, Székesfehérvár Nézőszám: zárt kapus |

- Fehérvár: Kovács D. – Kojnok, Lüftner, Sabanov, Heister – Pinto, Dárdai – Funsho, Bumba, Csoboth – Babos (csereként beállt: Alef, Kovács I., Makarenko, Lednev, Petrjak, Rockov, Farkas M., Berekali). Vezetőedző: Michael Boris

| 2022. július 5. 18:30 |

| Fenerbahçe SK        | 3-0               | MOL Fehérvár FC |
| -------------------- | ----------------- | --------------- |
| Dursun Rossi Lincoln | (2-0) Jegyzőkönyv |                 |

| Merkur Aréna, Graz Nézőszám: 2000 |

- Fenerbahce: Bayindir – Osayi-Samuel ( Novak'), Kim ( Demir'), Szalai A. ( Kapacak'), Kadioglu ( Kurukalip') – Yüksek – Kahveci ( Güler'), Pelkas ( Lincoln') – Dursun ( Zajc'), Rossi ( Mor'), Bruma ( Valencia'). Vezetőedző: Jorge Jesus
- Fehérvár: 1. félidő: Rockov – Nego, Rus, Lüftner, Sabanov, Hangya – Dárdai, Pokorny, Pinto, Petrjak – Zivzivadze. 2. félidő: Rockov ( Kovács D.') – Kojnok, Lüftner, Sabanov, Heister, Hangya ( Babos') – Lednev, Makarenko, Bumba – Bamgboye, Kodro

| 2022. július 10. 17:30 |

| MOL Fehérvár FC          | 2-1               | Árisz Lemeszú |
| ------------------------ | ----------------- | ------------- |
| Kodro 16' (11-esből) 40' | (2-1) Jegyzőkönyv | Spoljaric 25' |

| Hipodrom Gornja Radgona, Gornja Radgona |

- Fehérvár: Kovácsik ( Kovács D. 61') – Szerafimov, Fiola, Sabanov – Nego, Pokorny ( Rus 46'), Makarenko ( Pinto 61'), Heister – Bamgboye ( Lednev 61'), Petrjak ( Dárdai 61') – Kodro ( Zivzivadze 61'). Vezetőedző: Michael Boris

| 2022. július 13. 19:00 |

| MOL Fehérvár FC | 1-0               | Galatasaray SK |
| --------------- | ----------------- | -------------- |
| Kodro 32'       | (1-0) Jegyzőkönyv |                |

| Profertil Arena, Hartberg |

- Fehérvár: Kovács D. – Heister, Sabanov ( Stopira 71'), Szerafimov, Rus ( Pokorny 71'), Nego ( Bamgboye 71') – Fiola, Pinto ( Makarenko 59') - Petrjak ( Dárdai 59'), Lednev ( Bumba 59') – Kodro ( Zivzivadze 59'). Vezetőedző: Michael Boris
- Galatasaray: Batuhan – Baris Yilmaz, Nelsson, Bardakci, Van Aanholt, Cicaldau, Kutlu, Akgün, Akbaba, Aktürkoglu, Mohamed

## UEFA Konferencia Liga

### 2. selejtezőkör
| 2022. július 21. 19:00 |

| MOL Fehérvár FC                      | 4-1               | Qəbələ PFK             |
| ------------------------------------ | ----------------- | ---------------------- |
| Kodro 30' 74' Rus 66' Zivzivadze 90' | (1-1) Jegyzőkönyv | Alemao 16' Musayev 86′ |

| MOL Aréna Sóstó, Székesfehérvár Nézőszám: 4750 Játékvezető: Kaspar Sjöberg |

- MOL Fehérvár: Kovács D. – Rus, Szerafimov, Sabanov – Nego, Rúben Pinto ( Lednev 64'), Fiola, Heister – ifj. Dárdai Pál ( Bamgboye 78'), Petrjak ( Zivzivadze 64') – Kodro ( Makarenko 78'). Vezetőedző: Michael Boris
- Gabala: Agayev – Qirtimov ( Ahmadov 38'), Musayev, Ruan, Isayev – Abu Akal, I. Alimi – A. Mammadov ( Hani 72') – Muradov ( Safarov 80'), Felipe Santos ( Iskandrov 80'), Raphael Alemao. Vezetőedző: Elmar Bakhshiyev

| 2022. július 28. 18:00 |

| Qabala PFK                    | 2-1               | MOL Fehérvár FC |
| ----------------------------- | ----------------- | --------------- |
| Muradov 34' Felipe Santos 73' | (1-1) Jegyzőkönyv | Zivzivadze 44'  |

| Qabala városi stadion, Qabala Nézőszám: 1800 Játékvezető: Christopher Jäger |

- Gabala: Agayev – Qirtimov, I. Alimi, Ruan, Isayev – Mammadov, Abu Akel – Muradov ( Iskandarov 86') – Hani, Raphael Alemao, Felipe Santos. Vezetőedző: Elmar Bakhshiyev
- MOL Fehérvár: Kovács D. – Nego ( Kojnok 90+2'), Szerafimov, Stopira, Sabanov, Heister ( Hangya 83') – Bumba ( Bamgboye 63'), Fiola, Makarenko, Dárdai ( Petrjak 63') – Zivzivadze ( Kodro 63'). Vezetőedző: Michael Boris

### 3. selejtezőkör
| 2022. augusztus 4. 20:55 |

| MOL Fehérvár FC                                                        | 5-0               | FC Petrocub Hincesti |
| ---------------------------------------------------------------------- | ----------------- | -------------------- |
| Dárdai 20' Kodro 23' Stopira 35' Petrjak 66' Zivzivadze 88' (11-esből) | (3-0) Jegyzőkönyv |                      |

| MOL Aréna Sóstó, Székesfehérvár Nézőszám: 3365 Játékvezető: Vilhjálmur Alvar Thórarinsson |

- MOL Fehérvár: Kovács D. - Nego ( Kojnok 82'), Fiola, Stopira, Sabanov, Hangya - Bumba ( Pokorny 71'), Rúben Pinto ( Makarenko 62') - Dárdai P. ( Bamgboye 46'), Kodro ( Zivzivadze 46'), Petrjak. Vezetőedző: Michael Boris
- Petrocub: Avram - Revenco, Platica, Mudrac, Jardan, Bejan ( Lupan 30') - Cotogoi, Potirniche ( Graur 71'), Iosipoi - Cojocaru ( Fedorov 73'), Ambros. Vezetőedző: Ivan Tabanov

| 2022. augusztus 11. 19:00 |

| FC Petrocub Hincesti | 1-2               | MOL Fehérvár FC         |
| -------------------- | ----------------- | ----------------------- |
| Sandu 34' (11-esből) | (1-2) Jegyzőkönyv | Budu Zivzivadze 31' 39' |

| Zimbru Stadion, Chișinău Nézőszám: 4702 Játékvezető: Jérôme Brisard |

- Petrocub: Avram - Revenco, Potirniche, Mudrac, Jardan ( Cotogoi 46') - Sandu ( Lupan 46'), Bogaciuc ( Bejan 64'), Iosipoi, Platica - Cojocaru ( Binzaru 82'), Ambros ( Fedorov 75'). Vezetőedző: Ivan Tabanov
- MOL Fehérvár: Rockov - Fiola, Lüftner, Stopira ( Heister 63') - Nego ( Kojnok 75'), Pokorny, Makarenko ( Pinto 63'), Hangya - Bamgboye, Zivzivadze ( Bumba 63'), Dárdai ( Kodro 46'). Vezetőedző: Michael Boris

### Rájátszás
| 2022. augusztus 18. 20:30 |

| 1. FC Köln | 1-2               | MOL Fehérvár FC           |
| ---------- | ----------------- | ------------------------- |
| Dietz 14'  | (1-2) Jegyzőkönyv | Zivzivadze 32' Dárdai 40' |

| RheinEnergieStadion, Köln Nézőszám: 44000 Játékvezető: Tiago Martins |

- 1. FC Köln: Schwäbe – Schmitz, Hübers, Chabot, Pedersen ( Kilian 46') – Szkiri, Hector – Thielmann ( Maina 60'), Ljubicic ( Olesen 76'), Kainz ( Adamyan 76') – Dietz ( Tigges 76'). Vezetőedző: Steffen Baumgart
- MOL Fehérvár: Kovács D. – Nego, Larsen, Stopira, Sabanov, Hangya – Bamgboye ( Lednev 86'), Pinto ( Pokorny 90+4'), Fiola, Dárdai P. ( Heister 80') – Zivzivadze ( Lüftner 90+4'). Vezetőedző: Michael Boris

| 2022. augusztus 25. 19:00 |

| MOL Fehérvár FC | 0-3               | 1. FC Köln                                |
| --------------- | ----------------- | ----------------------------------------- |
|                 | (0-1) Jegyzőkönyv | Hübers 10' esz-Szhírí 46' Schindler 90+4' |

| MOL Aréna Sóstó, Székesfehérvár Nézőszám: 10411 Játékvezető: Ali Palabiyik |

- MOL Fehérvár: Kovács D. - Nego, Larsen, Stopira, Sabanov ( Lednev 82'), Hangya ( Heister 46') - Fiola, Rúben Pinto ( Bumba 63') - Bamgboye ( Kodro 63'), Zivzivadze, Dárdai P. Vezetőedző: Michael Boris
- 1. FC Köln: Schwäbe - Schmitz ( Ehizibue 65'), Kilian, Hübers, Pedersen ( Schindler 81') - Martel, Szkiri - Maina ( Thielmann 65'), Ljubicic ( Olesen 55'), Kainz ( Hector 65') – Dietz. Vezetőedző: Steffen Baumgart

## OTP Bank Liga
| Hely. | Csapat               | M  | Gy | D  | V  | G+ | G– | Gk  | P  | Továbbjutás vagy kiesés                       |
| ----- | -------------------- | -- | -- | -- | -- | -- | -- | --- | -- | --------------------------------------------- |
| 1.    | Ferencváros B        | 33 | 19 | 6  | 8  | 62 | 33 | +29 | 63 | UEFA Bajnokok Ligája, 1. selejtezőkör         |
| 2.    | Kecskemét Ú          | 33 | 15 | 12 | 6  | 48 | 32 | +16 | 57 | UEFA Európa Konferencia Liga, 2. selejtezőkör |
| 3.    | Debrecen             | 33 | 15 | 9  | 9  | 52 | 39 | +13 | 54 | UEFA Európa Konferencia Liga, 2. selejtezőkör |
| 4.    | Puskás Akadémia      | 33 | 14 | 11 | 8  | 48 | 42 | +6  | 53 |                                               |
| 5.    | Paks                 | 33 | 14 | 7  | 12 | 57 | 57 | 0   | 49 |                                               |
| 6.    | Kisvárda Master Good | 33 | 10 | 13 | 10 | 43 | 49 | −6  | 43 |                                               |
| 7.    | Mezőkövesd           | 33 | 11 | 9  | 13 | 40 | 43 | −3  | 42 |                                               |
| 8.    | Újpest               | 33 | 11 | 8  | 14 | 42 | 55 | −13 | 41 |                                               |
| 9.    | Zalaegerszeg KGY     | 33 | 10 | 9  | 14 | 37 | 43 | −6  | 39 | UEFA Európa Konferencia Liga, 2. selejtezőkör |
| 10.   | MOL Fehérvár         | 33 | 8  | 11 | 14 | 38 | 43 | −5  | 35 |                                               |
| 11.   | Budapest Honvéd      | 33 | 8  | 9  | 16 | 34 | 51 | −17 | 33 | NB II                                         |
| 12.   | Vasas Ú              | 33 | 4  | 14 | 15 | 29 | 43 | −14 | 26 | NB II                                         |

### Mérkőzések
| 2022. július 31. 18:00 1. forduló |

| Paksi FC                   | 2-0               | MOL Fehérvár FC |
| -------------------------- | ----------------- | --------------- |
| Varga B. 41' Windecker 51' | (1-0) Jegyzőkönyv |                 |

| Fehérvári úti stadion, Paks Nézőszám: 2511 Játékvezető: Bognár Tamás |

- Paks: Nagy G. - Vas ( Osváth 69'), Lenzsér, Kádár, Kádár - Windecker ( Gyurkits 86'), Balogh - Bőle ( Nagy 69'), Haraszti ( Papp 81'), Szabó B. ( Sajbán 69') - Varga. Vezetőedző: Waltner Róbert
- Fehérvár: Kovács, Fiola, Makarenko ( Bumba 61'), Zivzivadze, Nego, Shabanov, Kodro, Pinto ( Petrjak 61'), Dárdai ( Funsho 74'), Sarafimov, Heister ( Hangya 61'). Vezetőedző: Michael Boris

| 2022. augusztus 7. 20:00 2. forduló |

| MOL Fehérvár FC                                | 4-0               | Budapest Honvéd FC |
| ---------------------------------------------- | ----------------- | ------------------ |
| Dárdai 30' Kodro 34' Funsho 72' Zivzivadze 83' | (2-0) Jegyzőkönyv |                    |

| MOL Aréna Sóstó, Székesfehérvár Nézőszám: 3517 Játékvezető: Vad II. István |

- Fehérvár: Kovács D. - Nego, Fiola, Stopira, Sabanov, Heister - Rúben Pinto ( Makarenko 61'), Bumba ( Pokorny 70') - Petrjak ( Funsho 70'), Kodro ( Zivzivadze 70'), Dárdai P. ( Babos 86'). Vezetőedző: Michael Boris
- Honvéd: Szappanos - Jónsson ( Doka 43'), Prenga, Cirkovic ( Kocsis 61'), Lovric, Tamás - Mitrovic ( Lukic 46'), Bocskay, Plakuscsenko, Zsótér - Ennin ( Traoré 75'). Vezetőedző: Tam Courts

| 2022. augusztus 14. 20:00 3. forduló |

| Ferencvárosi TC                                | 4-0               | MOL Fehérvár FC |
| ---------------------------------------------- | ----------------- | --------------- |
| Auzqui 15' Mercier 38' Traoré 45+2' Boli 90+1' | (3-0) Jegyzőkönyv |                 |

| Groupama Aréna, Budapest Nézőszám: 9795 Játékvezető: Berke Balázs |

- Ferencváros: Dibusz - Pászka, Thelander ( Kovacevic 25'), Knoester, Civic ( Wingo 62') - Besic, Vécsei - Auzqui ( Tokmac 62'), Mercier ( Marquinhos 58'), Traore - R. Mmaee ( Boli 58'). Vezetőedző: Sztanyiszlav Csercseszov
- Fehérvár: Kovács D. - Fiola, Stopira, Sabanov - Nego, Bumba ( Pokorny 46'), Pinto, Heister ( Hangya 46') - Dárdai, Kodro ( Zivzivadze 35'), Petrjak ( Funsho 46'). Vezetőedző: Michael Boris

| 2022. augusztus 21. 4. forduló (elhalasztva) |

| MOL Fehérvár FC | –           | Újpest FC |
| --------------- | ----------- | --------- |
|                 | Jegyzőkönyv |           |

| MOL Aréna Sóstó, Székesfehérvár |

| 2022. augusztus 28. 14:30 5. forduló |

| Kisvárda FC                          | 3-1               | MOL Fehérvár FC      |
| ------------------------------------ | ----------------- | -------------------- |
| Camaj 51' Makowski 55' Mesanovic 63' | (0-0) Jegyzőkönyv | Kodro 70' (11-esből) |

| Várkerti Stadion, Kisvárda Nézőszám: 2340 Játékvezető: Bognár Tamás |

- Kisvárda: Hindrich - Hej, Kravcsenko, Kovacic, Leoni - Asani ( Navratil 72'), Melnyik, Karabeljov ( Ötvös 72'), Camaj ( Vida 72') - Makowski ( Lucas 83'), Mesanovic ( Illievszki 90+3'). Vezetőedző: Török László
- Fehérvár: Kovács D. - Larsen ( Lednev 82'), Stopira, Sabanov - Nego, Bumba ( Funsho 53'), Fiola, Heister ( Pinto 46') - Kondro, Zivzivadze, Dárdai P. ( Hangya 57'). Vezetőedző: Michael Boris

| 2022. augusztus 31. 19:30 6. forduló |

| MOL Fehérvár FC        | 2-1               | Kecskeméti TE |
| ---------------------- | ----------------- | ------------- |
| Nego 31' Stopira 90+1' | (1-1) Jegyzőkönyv | Katona B. 40' |

| MOL Aréna Sóstó, Székesfehérvár Nézőszám: 2046 Játékvezető: Farkas Ádám |

- Fehérvár: Rockov - Nego, Fiola, Larsen, Stopira, Hangya - Rúben Pinto ( Sabanov 90+2'), Pokorny ( Dárdai 72') - Bamgboye ( Kastrati 66'), Kodro ( Zivzivadze 72'), Bumba ( Schön 66'). Vezetőedző: Michael Boris
- Kecskemét: Varga Á. - Rjasko, Pejovics ( Szalai G. 46'), Belényesi, Meszhi ( Duranovic 68') - Szuhodovszki ( Nagy 61'), Vágó, Katona M., Zeke - Szabó L. ( Szabó A. 81'), Katona B. ( Gréczi 61'). Vezetőedző: Szabó István